# 乳房縛り
乳房縛り（にゅうぼうしばり、ちぶさしばり）は、女性の乳房を性的嗜虐の目的で緊縛することである。緊縛には、縄のほかに細紐・鎖・皮革バンド、乳房専用の拘束具などを使用する。乳房の根元を縄で絞りあげる行為だけではなく、縄と乳房という倒錯した快楽のことも意味する。

## 概要
「もっとも猥褻な肉体は、サディストが縄で縛って眺めている相手の肉体、つまり自由を奪われた肉体である」とサルトルは述べている。女性の緊縛は肉体の自由を奪うという目的のほか、性的嗜虐の対象である乳房・陰部・尻を縛ることにより、緊縛された女性の猥褻な肉体美を強調する女縄となる。女縄は江戸時代に女囚を縛るために考案された縄掛けであるが、現代では倒錯的な性的欲望を満たす女体緊縛のための緊縛術となった。
乳房は哺乳類の牝の性的シンボルであり、その乳房を縛ることは、女体緊縛にかかせない縄掛けとして緊縛愛好家に広く普及している。「ヒトのオスだけがセックス時にオッパイをまさぐる」と言われている。嗜虐欲望の対象である女性の乳房を縄で縛り、縄で変形した乳房の表情を愉しむことが、乳房縛りの目的である。

## 女体緊縛の変遷
昭和40年代になると日本の乳房縛りがそれまでの時代と一線を画し、乳房を縄で厳しく圧迫して絞り出し、柔肉の膨らみを強く変形させたり強調する縄掛けになった。辻村隆の緊縛写真入りの手記「カメラ・ハント」、団鬼六の嗜虐小説が奇譚クラブに登場する頃である。それ以前の女体緊縛では、後ろ手縛りの縄を無造作に胸にまわした胸縄のような縛り方が多く、欧米のボンデージでは最近までそのような傾向が見られた。現代では、女性をいかに縄で猥褻に縛るかが緊縛術と呼ばれ、プロの緊縛師が様々な緊縛法で縛った美しい女体を見せる。
さらには、素人が女性を縛って愉しむためのさまざまな緊縛教科書も出版されている。これらの教科書では、実際に若い女性モデルを使って丁寧かつ左右対称に縄掛けしていく緊縛法が紹介され、猥褻でありながら整然とした女縄を学べる。

### 女体緊縛の社会的認知
緊縛方法の進歩にあわせるように、女体緊縛という倒錯した性的嗜好が社会的認知を受けるようになる。
- 緊縛ヌード写真の氾濫
  - 昭和40年代には多くの月刊SM雑誌[10]が創刊され、別冊緊縛写真集なども次々と出版されるようになった。これらの雑誌には女責めの小説とともに、若い女性モデルが様々な場所・情況設定のもとで全裸緊縛され、淫靡な責めに苦悶する画像が満載された。初期のSM雑誌の表紙は控えめな装丁で、マニアにだけそれとなく緊縛雑誌であることをわからせるデザインだったが、SM雑誌ブームの到来とともに扇情的な緊縛ヌードで表紙を飾ったSM雑誌[11]が書店の店頭に並べられ、「裸の女を縛る」という背徳の世界が否応無く一般の人々の目に触れるようになる。
- 映画と緊縛女優
  - 前述した団鬼六の人気嗜虐小説が次々と映画化されてヒットした。谷ナオミ（乳房縛り[12]）、高倉美貴　修道女縄地獄、麻吹淳子ら女優の妖美な緊縛映像とともに、「調教」・「縄」・「奴隷」などのSM特有のキャッチコピーが公共媒体に出現するようになり、彼女達の知名度の向上につれて、緊縛趣味も徐々に認知されていく。女優の中で異色な存在としては、緊縛ヌードモデルから一般女優になった東てる美がいる。
  - 昭和40年代に奇譚クラブに連載された団鬼六の「花と蛇」は、愛好家が密かに読んだ猥褻図書であった。美しい令夫人が淫虐かつ執拗な責めで肉体を調教され、牝奴隷に転落していく小説である。この「花と蛇」は過去に何度か映画化されたが、近年、杉本彩の主演で再度映画化され[13]、テレビ・映画などで活躍する杉本彩とともに、女責めの映像とストーリーが広くマスコミに取り上げられるようになった。そこでは女体緊縛が「縄化粧の芸術」にまで昇華され、昭和の時代に緊縛が倒錯趣味として日陰の存在であったことに比べると、隔世の感がある。

### 日本の緊縛術
- Shinju
  - 海外では、日本の「女縄」として乳房縛りが「Shinju（真珠）」という和名の呼称で呼ばれ、Sakura（股縄）、亀甲縛りなどの緊縛術とともに世界の緊縛愛好家に普及している[14]。その結果、白人・黒人・アジア系等のあらゆる肌の色の女性が日本式の緊縛術で厳しく縛られ、羞恥に喘ぐ姿[15]を愉しむことができるようになった。
- Sensei
  - 日本の緊縛サイトには世界中からアクセスがあり、緊縛用語には日本語がそのまま使われている。日本人緊縛師は世界で人気があり「Sensei」と敬意をこめて呼ばれている。日本から発信する文化・風俗はたくさんあるが、女縛りの緊縛術はそのひとつであり、世界の女体緊縛の方法を日本の緊縛術が大きく変えたといえる。

## 責め絵にみる乳房縛り

### 明治期から昭和初期の責め絵
明治18年に発表された月岡芳年の「奥州安達ヶ原ひとつ屋の図」が女の責め絵の発端と言われている。あばら家の梁に妊婦が裸で逆さ吊りにされ、そばで老女が臨月腹を切り捌く包丁を研いでいるという、猥褻かつ残虐な題材になっている。後年、月岡の影響を受け、戦前の責め絵の第一人者となった伊藤晴雨も同じ題材で妊婦責めの絵を描いている。
明治から昭和初期にかけての責め絵は、女達の残虐な責め・拷問・処刑に関心が置かれていた。落城して捕えられた姫が全裸で磔にかけられる処刑図、捕らえた女達を火で炙り焼きにする火責めの拷問・処刑図、折檻された女中が雪中の松に裸で吊るされる図など、弱い立場の女性が理不尽な仕置きを受けるという題材が好まれた。

### 戦後の責め絵
戦後になると責め絵の題材は残酷・無残絵から、好色な女縛りと女責めに変わっていく。多くの絵師たちが腕を競った責め絵が普及し始めたSM雑誌の誌上を賑わせるようになった。
- 喜多玲子
  - 戦後まもなく発行された奇譚クラブで人気を博した責め絵師[17]。玲子という女性名であるが男性の絵師で、複数の作家名を使い分けていた。的確な描写の線画を得意として、均整の取れた肉体と美しい乳房をもった女が全裸で後ろ手に縛られている絵が多い[18]。
- 椋陽児
  - あどけない顔をした美少女が、細身の裸体を丹念に縄掛けされ、無毛の股間に股縄を喰い込ませている題材を好んで描いた。そばに描かれる中年の男女が次の淫らな責めの用意をしていたり、人が集まる宴席や女の競り市で少女が裸身を晒している絵図が多い[19]。
- 沖渉二
  - 沖の責め絵は、現代風の顔立ちでスレンダーな美女が多く登場する。若妻や美人秘書が緊縛責めにされる題材では、脱がされた下着、ハイヒールなどの洋装品が好んで描かれる[20]。
- 小妻容子
  - 肉付き豊かな白い肌の女性が、毛羽立つような太い麻縄や荒縄で無惨に縛られ、責めに悶える情景が描かれる。また、美しい刺青を施した女侠客が、あくどい色責めにかけられる題材[21]や、美女が全裸で処刑される残酷絵なども好んで描いた。
- 前田寿安
  - 前田が好んだ責め絵の題材は、色白の美女が胡散臭い老人や僧侶に淫虐な責めで豊満な肉体を嬲られる情景である。白黒を基調とした薄暗い屋内での女責めの構図に、朱赤色を効果的に使い、女の着物・女の血の色が鮮烈に表現される[22]。
- 鏡堂みやび
  - 同志社大学を卒業後、SM業界に身を投じ、その後責め絵画家としてデビュー。責められる女の汗と体臭を感じさせる迫真の写実画[23]。

## 一般的な乳房の縛り方
- 後ろ手に縛った縄を胸にまわして乳房の上下を締めこむ。緩み止めの留め縄[24]を背後から脇の下に通し、乳房の下の縄に引っ掛けて後ろへ引き絞る。これにより縄は乳房に密着し、隙間なく乳房を挟み込む。次に首縄を引き下げて中央部で乳房の上下の縄(特に下の縄）を引き絞る。厳しい縄目に挟まれた乳房が膨れ上がり、嗜虐心をそそる[25]。
- 追加の縄で乳房を縦割り・横割り、または十文字に縛る。乳首を縄で蹂躙するように縛る[26]。
- 巨乳の女性が乳房の根元を縄で絞りあげられて乳房をはちきらせている姿は、特に巨乳マニアに好まれる[27]。
- 細紐やテグス、梱包用のP.Pテープによる乳房縛りは、乳房に紐やテープが喰い込み、いびつに絞りあげられて凄惨な乳房責めになる。
- 美乳の女性は、乳房の上だけに胸縄をまわし上下に挟み込まない縛り方や、正面に大きな菱形を作る大菱縄により乳房に縄を干渉させず、乳房の自然な形状を愉しむこともある。[28]。

## 乳房責め
乳房責めとは、縄で自由を奪われた女性の乳房を様々な悪辣な方法で弄び、嗜虐者はもちろん、被虐者の女性も性的快楽を享受するプレイである。

### 蝋燭責め
燃える蝋燭から溶け出した熱蝋が、女性の乳房・腹部・陰部・尻などの柔肌に滴り落ちる蝋燭責めでは、縛られた裸身を捩りながら熱蝋から逃れようとする女性を鑑賞する。
- 女体燭台とは、女性の乳房、膣、肛門などに蝋燭を取り付け、女体を燭台[30]にするプレイを言う。

### 竹責め
竹のしなりを利用した責めは、乳房だけでなく女体責めに広く普及している。欧米でも、日本の緊縛イメージに重なる竹を白人女性の緊縛で使うことがある。
- 2本の竹で乳房の上下を挟み、竹のしなりで乳房を締め上げる。

### 乳房枷
女性の乳房を絞りだす乳房枷が市販されている。乳房枷に乳房を押し込むだけで、手軽に乳房責めを愉しめる。
- 黒皮製の乳房枷が多い。形状はブラジャーと同じで乳房を覆う部分がくり抜かれバストホールになっている。ブラジャーを装着するように枷を乳房に取り付け、左右のバストホールに乳房を押し込む。やや小さめのバストホールで狭窄された乳房が膨れ上がる[32]。

### 苦痛系
S的傾向が強まると乳房や乳首に針を刺したり、乳首にピアスリングを通したりすることもある。真性のマゾ女性しか受け入れられない責めである。

### その他の乳房責め
鞭打ち、定規のような平板での打ち据え、クリップや洗濯バサミによる挟み責め、竹や棒で突く、筆で撫でるなどが一般的である。

## 乳首縛り
乳首に様々な責めを加えることにより、縄で歪んだ乳房をさらにいびつに変形させることができる。また女性は、勃起した乳首を縛られてより被虐感が増す。
- 細紐や糸を使って乳首を縛り、さらに重り、鈴、ペットボトルなどを吊り下げるか、しなる竹に結んで、徐々に変形する乳房を鑑賞する[34]。
- 両乳首を細紐や鎖で繋いで乳首枷にする[35]。さらに乳首枷と陰核（クリトリス）を結ぶと女体三点責めになる。
- 乳首を挟んだ2本の割り箸を輪ゴムで縛る。割り箸に強く挟まれた乳首が変形する。
- ネジを回して乳首を締め上げる責め具[36]。
- O（オー）リングなど、ゴム製のリングを勃起した乳首の根元にはめる等の責めもある。

乳首責め専用の金属製クリップ、重り、乳首枷、3ヵ所責めの鎖などはアダルトショップやインターネットなどで入手が可能である。

## 乳搾り
妊娠・出産で女体は大きく変貌する。膨れた妊婦腹の女性を縛る妊婦縛り、授乳に備えて発達した乳房から母乳を搾る搾乳プレイなどが一部愛好家に人気がある。
- 乳搾りは、手を使って乳房を揉みだすように搾るか、ガラス製の搾乳器を使って吸い出す[38]。
- 全裸の母親の乳房を縛り、実際に乳児に授乳させることもある。
- 女性自身による自縛プレイでは両手を拘束せず自分で搾乳する。
- 仮想の人間牧場では、乳牛用の搾乳機により女の乳搾りを行うが、最近、英国で母乳アイスクリームを製造販売するビジネスが生まれた。人妻の乳房を搾乳機で搾り、採取した乳汁にバニラを加えてアイスクリームを作る。今まで仮想の世界でしか存在しなかった女の搾乳工場が現実に稼動するようになった[39]。

## 中国の乳房縛り
秦の時代に囚人・罪人の捕縛術が確立したと言われ、独自の緊縛術の長い歴史を持つ中国でも、嗜虐趣味としての女体緊縛が近年盛んになり、それにともない中国美女の魅力的な緊縛映像がインターネットで紹介されるようになった。但し、中国では裸体の女性の緊縛映像・画像の投稿、閲覧が禁止されている。
- 中国独特の縛り方として、背後から左右の肩越しに縄を前に引き、襷をかけるように縛る緊縛法がある。女性は前屈みになれず、縛られた乳房を突き出すように胸を張る姿勢を強要される（チャイニーズ・ボンデージ・スタイル[40]）。
- 日本人女性の乳房が左右とも正面を向いているのに対し、中国女性は左の乳房は左、右の乳房は右と外を向く特徴がある[41]。これは中国女性の胴が日本人より断面方向で見たときに丸いことによる[42]。そのために中国女性の乳房を縛るときは、横縄を使って中央に乳房を寄せるような縄掛けよりも、外を向く乳房をそれぞれ個別に絞るような縛り方がより乳房を美しく見せる縄掛けとなる。